# Phytomyza pummankiensis
Phytomyza pummankiensis este o specie de muște din genul Phytomyza, familia Agromyzidae, descrisă de Spencer în anul 1976. Conform Catalogue of Life specia Phytomyza pummankiensis nu are subspecii cunoscute.